# Baryscapus bruchophagi
Baryscapus bruchophagi är en stekelart som först beskrevs av Charles Joseph Gahan 1913.  Baryscapus bruchophagi ingår i släktet Baryscapus och familjen finglanssteklar. Arten är reproducerande i Sverige. Inga underarter finns listade.